# 门托 (俄亥俄州)
门托（Mentor）是美国俄亥俄州北部莱克县城市，位于伊利湖南岸克利夫兰郊区，建于1797年，2020年人口为47450人。此地有美国总统詹姆斯·艾布拉姆·加菲尔德的住所。